# West of England Championships
Die West of England Championships waren offene internationale Meisterschaften im Badminton in England. Sie waren eines der bedeutendsten internationalen Badmintonturniere in der Anfangszeit des Sports seit dem dritten Jahrzehnt des 20. Jahrhunderts. Mit der Ausbreitung des Sports über alle Kontinente verloren die Titelkämpfe in den 1960er Jahren an internationaler Bedeutung.

## Sieger
| Saison    | Herreneinzel      | Dameneinzel       | Herrendoppel                    | Damendoppel                      | Mixed                          |
| --------- | ----------------- | ----------------- | ------------------------------- | -------------------------------- | ------------------------------ |
| vor 1934  | keine Daten       | keine Daten       | keine Daten                     | keine Daten                      | keine Daten                    |
| 1934      | Donald C. Hume    | Betty Uber        | Donald C. Hume Raymond M. White | Betty Uber L. W. Myers           | Donald C. Hume Betty Uber      |
| 1935 1939 | keine Daten       | keine Daten       | keine Daten                     | keine Daten                      | keine Daten                    |
| 1940 1951 | nicht ausgetragen | nicht ausgetragen | nicht ausgetragen               | nicht ausgetragen                | nicht ausgetragen              |
| 1952 1954 | keine Daten       | keine Daten       | keine Daten                     | keine Daten                      | keine Daten                    |
| 1955      | Hugh Findlay      | June Timperley    | John Timperley John R. Best     | Iris Cooley June Timperley       | John Timperley June Timperley  |
| 1956      | Hugh Findlay      | Tonny Petersen    | Ciro Ciniglio R. Mulvaney       | Barbara Carpenter June Timperley | John Timperley June Timperley  |
| 1957      | John Timperley    | June Timperley    | John Timperley Hugh Findlay     | June Timperley Barbara Carpenter | Hugh Findlay Barbara Carpenter |
| seit 1958 | keine Daten       | keine Daten       | keine Daten                     | keine Daten                      | keine Daten                    |